# Benedict (Kansas)
Benedict es una ciudad ubicada en el condado de Wilson en el estado estadounidense de Kansas. En el año 2010 tenía una población de 73 habitantes y una densidad poblacional de 683,33 personas por km².

## Geografía
Benedict se encuentra ubicada en las coordenadas 37°37′37″N 95°44′37″O / 37.62694, -95.74361 (37.627014, -95.743500).

## Demografía
Según la Oficina del Censo en 2000 los ingresos medios por hogar en la localidad eran de $20,625 y los ingresos medios por familia eran $30,625. Los hombres tenían unos ingresos medios de $35,625 frente a los $16,250 para las mujeres. La renta per cápita para la localidad era de $11,842. Alrededor del 27.1% de la población estaban por debajo del umbral de pobreza.